# نبرد گالیسیا
نبرد گالیسیا (انگلیسی: Battle of Galicia) نبردی بزرگ بین امپراتوری روسیه و اتریش-مجارستان در مراحل اولیه جنگ جهانی اول در سال ۱۹۱۴ بود. در جریان این نبرد، ارتش‌های اتریش-مجارستان به شدت شکست خوردند و از گالیسیا بیرون رانده شدند، در حالی که روس‌ها لمبرگ (لویو امروزی) را تصرف کردند و تقریباً نه ماه بر گالیسیای شرقی حکومت کردند تا اینکه در گورلیسه و تارنوف شکست خوردند.
هنگامی که جنگ آغاز شد، فرانتس کنراد فن هتسندورف، رئیس ستاد کل اتریش-مجارستان، قصد داشت با ارتش‌های شمالی خود (اول و چهارم) به لهستان روسیه حمله کند. روس‌ها از نظر تعداد بسیار بیشتر از قدرت‌های مرکزی در شرق بودند (به ویژه ارتش‌های اتریش-مجارستان که هدف اصلی روسیه بودند). کنراد معتقد بود که بهترین گزینه پیشروی زودهنگام به جنوب لهستان است، جایی که روس‌ها واحدهای تازه بسیج شده خود را متمرکز می‌کردند.
کنراد می‌دانست که متحدان آلمانی‌اش در ده هفته اول جنگ، متعهد به حمله‌ای در غرب برای شکست دادن فرانسوی‌ها هستند. تنها ارتش هشتم آلمان در شرق خواهد بود، جایی که آنها در پروس شرقی در حالت دفاعی قرار خواهند گرفت. با این حال، اتحاد آنها با فرانسوی‌ها، روس‌ها را ملزم به حمله سریع به آلمانی‌ها می‌کرد، بنابراین نیروهای قابل توجهی از روسیه برای حمله به پروس شرقی اعزام شدند. ارتش‌های اول و چهارم اتریش-مجارستان بدون حمایت مستقیم آلمان به لهستان پیشروی کردند. تا ۲۳ اوت ۱۹۱۴، ارتش‌های اول، سوم و چهارم کنراد در گالیسیا در امتداد جبهه‌ای به طول ۲۸۰ کیلومتر (۱۷۰ مایل) متمرکز بودند.
در ۲ اوت، گراند دوک نیکلاس نیکولاویچ، پسر عموی امپراتور نیکلای دوم که در ارتش به موفقیت رسیده بود، به عنوان فرمانده کل قوا منصوب شد. او شهرت بسیار خوبی در آموزش سربازان داشت، اما هرگز فرماندهی یک ارتش میدانی را بر عهده نگرفته بود و از ارتقای غیرمنتظره خود مبهوت شد. ارتش‌های سوم، چهارم، پنجم و هشتم روسیه به گالیسیا اعزام شدند. نقشه جنگی روسیه ایجاب می‌کرد که نیکولای ایوانف، فرمانده روسی جبهه جنوب غربی، با حمله پیش‌بینی‌شده اتریش-مجارستان که از لمبرگ به سمت شرق پیشروی می‌کرد، مقابله کند. ارتش‌های سوم و هشتم قرار بود به گالیسیای شرقی حمله کنند. روس‌ها می‌توانستند روزانه ۲۶۰ قطار به جبهه خود بیاورند، در حالی که اتریش-مجارستان ۱۵۲ قطار داشت.